# Star Wars: Epizoda V – Impérium vrací úder
Star Wars: Epizoda V – Impérium vrací úder (ve starším českém překladu Hvězdné války: Epizoda V – Impérium vrací úder, v anglickém originále Star Wars: Episode V – The Empire Strikes Back, původně jen The Empire Strikes Back) americký sci-fi film z roku 1980, v pořadí druhý díl ze série Star Wars od George Lucase z roku 1980.
Jedná se o druhý natočený snímek ze světa Star Wars, ale v chronologickém a dějovém pořadí hlavní ságy je až pátý. Poprvé byl uveden v roce 1980 a poté byl několikrát znovu uveden, přičemž v roce 1997 byly na filmu provedeny značné změny (tzv. Special Edition: prodloužení, digitální zpracovaní apod.).

## Obsazení
| Mark Hamill                          | Luke Skywalker       |
| Harrison Ford                        | Han Solo             |
| Carrie Fisher                        | Leia                 |
| Billy Dee Williams                   | Lando Calrissian     |
| Anthony Daniels                      | C-3PO                |
| David Prowse/James Earl Jones (hlas) | Darth Vader          |
| Peter Mayhew                         | Chewbacca            |
| Kenny Baker                          | R2-D2                |
| Frank Oz                             | Yoda                 |
| Alec Guinness                        | Ben (Obi-Wan) Kenobi |
| Jeremy Bulloch                       | Boba Fett            |
| Ian McDiarmid                        | Palpatine            |
| Jack Purvis                          | Velitel Ugnaught     |
| Kenneth Colley                       | Admirál Piett        |
| Julian Glover                        | Generál Veers        |
| Denis Lawson                         | Wedge Antilles       |
| Michael Sheard                       | Admirál Ozzel        |
| Michael Culver                       | Kapitán Needa        |
| Bruce Boa                            | Generál Rieekan      |

## Děj
Rebelové se ukrývají před Impériem na ledové planetě Hoth. Luke Skywalker se na začátku filmu vydává na průzkum této nehostinné planety a je málem zabit sněžným tvorem podobným Yetimu nazývaným „Wampa“. Impérium najde Rebely a ti musí utéct z planety. Luke a R2-D2 utečou v X-Wingu; Han, Leia, Chewbacca a C-3PO v Millennium Falconu.
Luke Skywalker najde Yodu, Mistra Jedi starého 900 let, a začne svůj výcvik Jedie. Vinou zrady Landa Calrissiana (dávného přítele Hana Sola) je posádka Millenium Falconu chycena v Oblačném městě na planetě Bespin Impériem a Han Solo je zamražen do karbonitu, zbytek posádky a Lando je zatčen Impériem. Sola si odveze Boba Fett, aby za něj získal odměnu u Jabby Hutta.
Při tréninku na Jedie má Luke vizi, že jeho přátelé jsou v nebezpečí a i přes varování Yody a ducha Obi-Wana (Bena) Kenobiho se je vydává zachránit. Landova osobní stráž zadrží vojáky Impéria a Lando, Leia, Chewbacca a C-3PO při útěku potkají R2-D2. Utečou společně na Millenium Falcon. Luke mezitím bojuje s Vaderem, je mu useknuta ruka a dozví se, že Darth Vader je jeho otec. Poté seskočí z platformy a zachytí se na jedné z antén. Na Millenium Falconu ucítí Leia díky Síle, že Luke je v nebezpečí. Zachrání ho a Luke dostane novou umělou ruku. Lando a Chewbacca odlétají ve Falconu nalézt Hana Sola.

## Dabing
| Postava          | 1. dabing        | 2. dabing       | 3. dabing        |
| ---------------- | ---------------- | --------------- | ---------------- |
| Luke Skywalker   | Michal Dlouhý    | Michal Dlouhý   | Petr Lněnička    |
| Han Solo         | Petr Oliva       | Pavel Soukup    | Michal Dlouhý    |
| Leia Organa      | Zuzana Schulzová | Dana Černá      | Nikola Votočková |
| Darth Vader      | Bohumil Švarc    | Bohumil Švarc   | Jiří Klem        |
| Palpatine        | Ilja Prachař     | Jiří Holý       | Jiří Plachý      |
| Yoda             | Ilja Prachař     | Dalimil Klapka  | Bohuslav Kalva   |
| generál Veers    | Ilja Prachař     | ?               | Ludvík Král      |
| C-3PO            | Bohdan Tůma      | Gustav Bubník   | Tomáš Juřička    |
| Obi-Wan Kenobi   | Bedřich Šetena   | Bedřich Šetena  | Jiří Schwarz     |
| Boba Fett        | Bedřich Šetena   | Radovan Vaculík | Radek Škvor      |
| admirál Ozzel    | Bedřich Šetena   | Oldřich Vlach   | ?                |
| generál Rieekan  | Bedřich Šetena   | Martin Kolár    | Ladislav Cigánek |
| Lando Calrissian | Zdeněk Podhůrský | Martin Kolár    | Lukáš Hlavica    |

## Ocenění
Film získal Oscary za zvuk a triky, nominována byla i výprava. Byly kritizovány rozvleklé diskuse.